# Префикс-функция
Пре́фикс-фу́нкция от строки {\displaystyle S} и позиции {\displaystyle i} в ней — длина {\displaystyle k} наибольшего собственного (не равного всей подстроке) префикса подстроки {\displaystyle S[1..i]}, который одновременно является суффиксом этой подстроки.
То есть в начале подстроки {\displaystyle S[1..i]} длины {\displaystyle i} нужно найти такой префикс максимальной длины {\displaystyle k<i}, который был бы суффиксом данной подстроки {\displaystyle \left(S[1..k]=S\left[(i-k+1)..i\right]\right)}.
Обозначается {\displaystyle \pi (S,i)}; где {\displaystyle S\in \Sigma ^{+}} — строка; {\displaystyle 1\leqslant i\leqslant \left|S\right|} — длина подстроки в S. Считают, что {\displaystyle \pi (S,1)=0}.
Часто префикс-функцию определяют в векторной форме:
Пре́фикс-фу́нкция от строки {\displaystyle S\in \Sigma ^{+}} есть вектор {\displaystyle \pi (S)\in \mathbb {Z} ^{\left|S\right|}}, каждый {\displaystyle i}-ый элемент которого равен {\displaystyle \pi (S,i)}.
Например, для строки {\displaystyle {\texttt {abcdabscabcdabia}}} префикс-функция будет такой: {\displaystyle \pi ({\texttt {abcdabscabcdabia}})=[0,0,0,0,1,2,0,0,1,2,3,4,5,6,0,1]}.
Эта функция используется, например, в алгоритме Кнута — Морриса — Пратта.

## Алгоритм вычисления
Поиск повторяющихся слогов не в слове, а в тексте, строке начиная с первых символов?  Символы строк нумеруются с 1.
Пусть {\displaystyle \pi (S,i)=k}. Попробуем вычислить префикс-функцию для {\displaystyle i+1}.
Если {\displaystyle S[i+1]=S[k+1]}, то, естественно, {\displaystyle \pi (S,i+1)=k+1}. Если нет — пробуем меньшие суффиксы. Перебирать все суффиксы линейным поиском нет необходимости. Можно воспользоваться уже посчитанными значениями префикс-функции. Можно заметить, что {\displaystyle S[1\ldots \pi (S,k)]} также будет суффиксом строки {\displaystyle S[1\ldots i]}, так как {\displaystyle k} — длина максимального префикса-суффикса в данной точке. Для любого {\displaystyle j\in (k,i)} строка {\displaystyle S[1\ldots j]} суффиксом не будет. Таким образом, получается алгоритм:
1. При {\displaystyle S[i+1]=S[k+1]} — положить {\displaystyle \pi (S,i+1)=k+1}.
2. Иначе при {\displaystyle k=0} — положить {\displaystyle \pi (S,i+1)=0}.
3. Иначе — установить {\displaystyle k:=\pi (S,k)}и перейти к пункту 1.

Для строки 'abcdabcabcdabcdab' вычисление будет таким:
```
1  S[1]='a', k=π=0;
2  S[2]='b'!=S[k+1] => k=π=0;
3  S[3]='c'!=S[1] => k=π=0;
4  S[4]='d'!=S[1] => k=π=0;
5  S[5]='a'==S[1] => k=π=1;
6  S[6]='b'==S[2] => k=π=2;
7  S[7]='c'==S[3] => k=π=3;
8  S[8]='a'!=S[4] => k:=π(S, 3)=0, S[8]==S[1] => k=π=1;
9  S[9]='b'==S[2] => k=π=2;
10 S[10]='c'==S[3] => k=π=3;
11 S[11]='d'==S[4] => k=π=4;
12 S[12]='a'==S[5] => k=π=5;
13 S[13]='b'==S[6] => k=π=6;
14 S[14]='c'==S[7] => k=π=7;
15 S[15]='d'!=S[8] => k:=π(S, 7)=3, S[15]==S[4] => k=π=4;
16 S[16]='a'==S[5] => k=π=5;
17 S[17]='b'==S[6] => k=π=6;
```

И результат таков: [0,0,0,0,1,2,3,1,2,3,4,5,6,7,4,5,6].

## Скорость работы
Несмотря на то, что пункт 3 представляет собой внутренний цикл, время вычисления префикс-функции оценивается как {\displaystyle O(|S|)}. Докажем это.
Все {\displaystyle i} делятся на:
1. Увеличивающие {\displaystyle k} на единицу. Цикл проходит одну итерацию.
2. Не изменяющие нулевое {\displaystyle k}. Цикл также проходит одну итерацию. Случаев 1 и 2 в сумме не более {\displaystyle \left|S\right|-1} штук.
3. Не изменяющие или уменьшающие положительное {\displaystyle k}. Поскольку внутри цикла значение {\displaystyle k} может только уменьшаться, а увеличение {\displaystyle k} возможно лишь на единицу, то суммарно значение {\displaystyle k} не может уменьшиться более, чем {\displaystyle \left|S\right|-2} раза, что и ограничивает количество срабатываний внутреннего цикла.

Итого алгоритм требует не более {\displaystyle 2\left|S\right|} итераций, что доказывает порядок скорости {\displaystyle O(\left|S\right|)}. «Худшим» для алгоритма является случай обработки строки вида 'aa…ab'.

## Пример реализации на Python
```
def
 
prefix
(
s
):

    
p
 
=
 
[
0
]
 
*
 
len
(
s
)

    
for
 
i
 
in
 
range
(
1
,
 
len
(
s
)):

        
k
 
=
 
p
[
i
 
-
 
1
]

        
while
 
k
 
>
 
0
 
and
 
s
[
k
]
 
!=
 
s
[
i
]:

            
k
 
=
 
p
[
k
 
-
 
1
]

        
if
 
s
[
k
]
 
==
 
s
[
i
]:

            
k
 
+=
 
1

        
p
[
i
]
 
=
 
k

    
return
 
p

```